# Merz (mouvement)
Pour les articles homonymes, voir Merz.

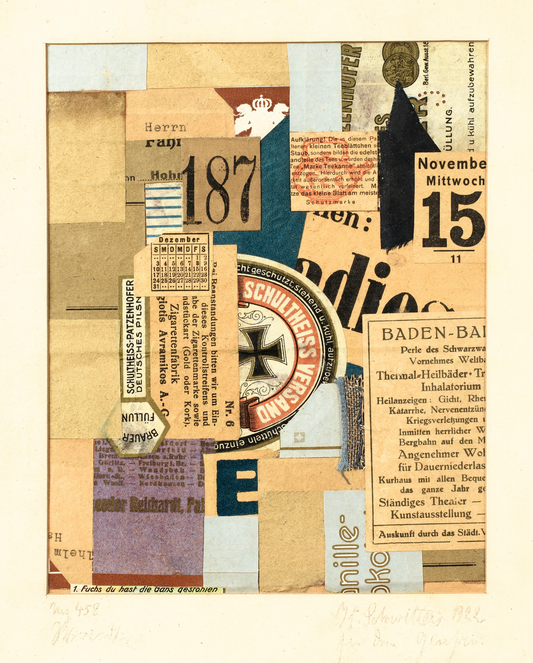
Le collage Merz 458 Wriedt, réalisé par Kurt Schwitters en 1922, s'inscrit dans le courant Merz.

Merz est un mouvement artistique créé par Kurt Schwitters en parallèle du dada.

## Historique

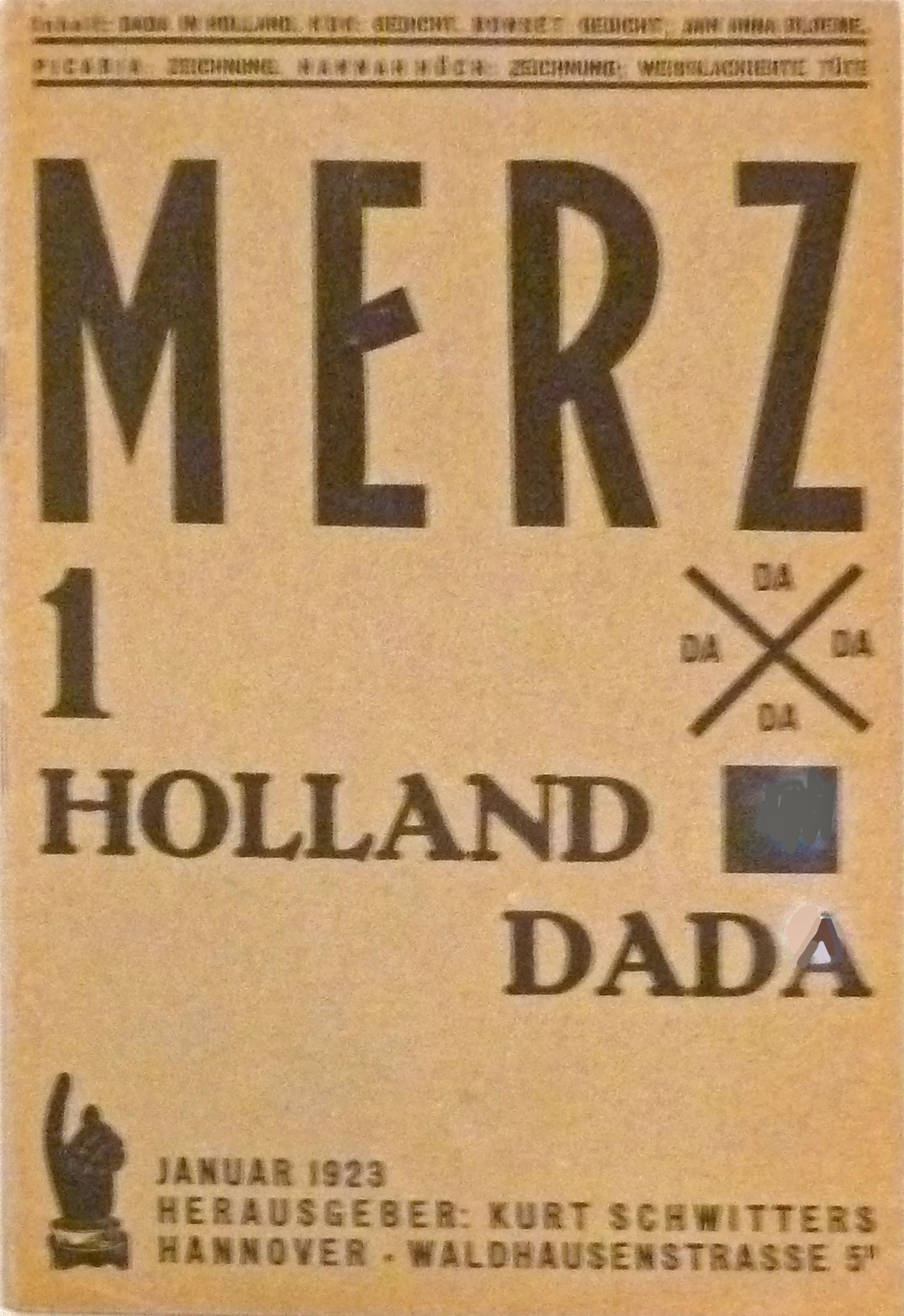
La une du tout premier numéro de la revue Merz, paru en janvier 1923.

Vers fin 1918-début 1919, alors que Kurt Schwitters, initiateur du foyer dada de Hanovre, est en contact avec plusieurs homologues zurichois (notamment Hugo Ball, Jean Arp, Raoul Hausmann, Emmy Hennings et Tristan Tzara), il exprime le souhait d'entrer au club de Berlin. Les dadaïstes berlinois (notamment Richard Huelsenbeck et George Grosz) le rejettent pour ses liens avec la revue Der Sturm et le mouvement expressionniste et ses origines trop bourgeoises,,. N'étant pas convié à la Première foire internationale Dada en 1920, Schwitters se met à la recherche d'un « chapeau absolument individuel qui ne peut aller que sur une seule tête » — en l'occurrence, la sienne — et décide de créer son propre courant, qu'il baptise Merz.
À la différence des artistes Dada, Kurt Schwitters ne voulait rien détruire, mais faisant du théâtre par collage et photomontage. Il cherche à réunir, à fusionner les résidus du monde. Son théâtre forme un court-circuit entre le conformisme de ses personnages et une situation illogique. Dans sa seule pièce importante, intitulée La Collision (sous-titrée opéra grotesque), il juxtapose cirque et opéra. Cette pièce présente la collision de la Terre avec une autre planète, et forme un mélange de science-fiction et de conte de fée. Les personnes n'ont pas de psychologie, et dialoguent par des non-sens, des clichés, des assonances.

## Étymologie
Le mot Merz est issu d'une troncature involontaire du mot Kommerz. Découvert par Kurt Schwitters sur l'un de ses collages, il décide d'en faire le nom de sa série d'œuvres. Il lui trouve un côté absurde qui l'amène à en faire son propre synonyme pour le terme « dada ».

## Postérité
Le mouvement Merz se caractérise par le goût de l'installation artistique et du collage par fusion, techniques novatrices au XXe siècle. Il a notamment influencé Robert Rauschenberg, Jasper Johns, le mouvement Fluxus ou encore Joseph Beuys.